# End of the Beginning
End of the Beginning (рус. Конец Начала) — второй сингл группы Black Sabbath с альбома 13 , выпущенный 15 мая 2013 года. Он достиг 38 места в чарте Hot Mainstream Rock Tracks.
Согласно утверждению автора текста Гизеру Батлеру на написание песни его вдохновили успехи клонирования и посвящена она страху перед «технологиями, которые готовы поработить человеческую расу». «Похоже, в конце концов, люди дойдут до того, чтобы клонировать Beatles. Я имею в виду, что это уже происходит сейчас — посмотрите на выступление голограммы Тупака на Коачелле. И, в конце концов, я думаю, они начнут клонировать людей, таких как Beatles, и будут отправлять их в бесконечные туры».
Премьера песни состоялась в финальной серии 13-го сезона сериала C.S.I.: Место преступления. Группа снималась в серии, а также дала короткое интервью перед её премьерой. Живьём песня была впервые исполнена 20 апреля 2013 года во время выступления в Новой Зеландии. 11 июня, одновременно с началом продаж альбома, группы выпустила видеоклип.

## Участники записи
- Оззи Осборн — вокал
- Тони Айомми — ведущая гитара
- Гизер Батлер — бас-гитара
- Брэд Уилк — ударные